# Konstantin Strijewski
Konstantin Konstantinowicz Strijewski (ros. Константин Константинович Стриевский, ur. 20 września?/2 października 1885 w miasteczku Holszany w guberni witebskiej, zm. 21 kwietnia 1938) – radziecki polityk, działacz partyjny.

## Życiorys
Urodzony w białoruskiej rodzinie chłopskiej, 1902 wstąpił do SDPRR, po rozłamie w partii bolszewickiej. Kilkakrotnie aresztowany i zsyłany, 1916-1918 służył w rosyjskiej armii, 1918-1919 komisarz ds. żywności w Piotrogrodzie, później szef zaopatrzenia żywnościowego kolejno Frontu Południowo-Wschodniego, Frontu Zachodniego, Frontu Piotrogrodzkiego i Frontu Kaukaskiego wojny domowej w Rosji, 1923-1927 przewodniczący KC Związku Metalowców. Od 31 maja 1924 do 2 grudnia 1927 zastępca członka KC RKP(b)/WKP(b), od 29 grudnia 1926 do 17 maja 1929 przewodniczący Moskiewskiego Gubernialnego Sownarchozu, od 19 grudnia 1927 do 26 stycznia 1934 członek KC WKP(b), od czerwca 1929 przewodniczący Biura Organizacyjnego Wszechzwiązkowej Centralnej Rady Związków Zawodowych, poza tym przewodniczący moskiewskiej obwodowej Rady Związków Zawodowych. Od 9 lipca 1930 do 10 marca 1932 przewodniczący Najwyższej Rady Gospodarki Narodowej RFSRR, jednocześnie zastępca przewodniczącego Najwyższej Rady Gospodarki Narodowej ZSRR, od 10 marca 1932 do 20 sierpnia 1934 ludowy komisarz przemysłu lekkiego RFSRR, od 10 lutego 1934 do stycznia 1938 zastępca członka KC WKP(b), 1934-1937 przewodniczący KC Związku Robotników Budowy Maszyn Ciężkich.
22 listopada 1937 aresztowany, 8 kwietnia 1938 skazany na śmierć przez Kolegium Wojskowe Sądu Najwyższego ZSRR "za przynależność do kontrrewolucyjnej organizacji terrorystycznej", następnie rozstrzelany. 21 stycznia 1956 pośmiertnie zrehabilitowany.